# Кто старое помянет, тому глаз вон
Кто старое помянет, тому глаз вон — русская пословица, призывающая не вспоминать прошлые обиды, ссоры, недоразумения и другие подобные неприятные для говорящего события. Типично применяется для обозначения примирения и прощения, часто как ответ на извинение, хотя упоминание травмы может вызывать и противоположный перлокутивный эффект.
Краткая, приведённая выше, форма пословицы иногда дополняется фразой «а кто забудет, тому оба», полностью меняя смысл. М. М. Вознесенская отмечает, что такая «полная» форма, проявляющая энантиосемию, не единична в русском языке (ср. «бедность — не порок [а вдвое хуже]»), при этом за краткой и полной формой закрепляются противоположные значения. Популярность пословицы позволяет использовать её и в ещё более краткой «эллиптической» форме «Кто старое помянет…».
По мнению В. Я. Мизецкой, выражение может также применяться для речевого манипулирования — как намёк на неприятные секреты адресата, который говорящий-шантажист может разгласить «при случае», что сближает выражение с «Не будем ворошить прошлое».